# La Roda de Andalucía
La Roda de Andalucía és una localitat de la província de Sevilla, Andalusia, Espanya. L'any 2005 tenia 4.322 habitants. La seva extensió superficial és de 77 km² i té una densitat de 56,1 hab/km². Les seves coordenades geogràfiques són 37° 12′ N, 4° 46′ O. Està situada a una altitud de 405 metres i a 123 kilòmetres de la capital de la província, Sevilla.

## Demografia
| 1996  | 1998  | 1999  | 2000  | 2001  | 2002  | 2003  | 2004  | 2005  |
| ----- | ----- | ----- | ----- | ----- | ----- | ----- | ----- | ----- |
| 4.175 | 4.194 | 4.194 | 4.193 | 4.206 | 4.245 | 4.214 | 4.260 | 4.322 |